# Liebe ist eine Rose
Liebe ist eine Rose – dwudziesty czwarty album muzyczny zespołu z Niemiec Die Flippers, wydany w 1992 roku.

## Lista utworów
1. Hasta la visa – 3:11
2. Denn heut schenk ich dir rote Rosen – 3:00
3. Im heißen Sand von Rohdos – 3:15
4. Schenk mir ein paar Worte – 3:47
5. Ich hab heut ein Rendezvous mit deinem Herzen – 3:20
6. Zwei Herzen suchen Liebe – 3:26
7. Liebe ist eine Rose – 3:48
8. Mädchen von Capri – 3:20
9. Roter Mond von El Dorando – 3:16
10. Sie geht den Weg der Einsamkeit – 3:26
11. Schließ die Augen – 3:19
12. Wenn in San Remo Die roten Rosen blühen – 3:12
13. Natascha – 3:06
14. Schmetterlinge – 3:00